# Museo regionale di Terrasini
Il Museo Regionale di Storia Naturale e mostra permanente del carretto siciliano è situato vicino alla spiaggia "Praiola" di Terrasini, Comune della provincia di Palermo. Il museo, istituito con la L.R 17/91 inizialmente con la denominazione "Museo del carretto e naturalistico di Terrasini", dal 2001 occupa i locali del "Palazzo d'Aumale", un edificio del XIX secolo fatto costruire da Don Vincenzo Grifeo, principe di Partanna e duca di Floridia e in seguito acquistato da Enrico d'Orléans (1822-1897) duca d'Aumale, figlio di Luigi Filippo d'Orléans (1773-1850), re di Francia e della principessa Maria Amalia di Borbone-Due Sicilie (1782-1866). L'edificio, oggi di proprietà comunale, all'epoca del duca era destinato allo stoccaggio dei vini prodotti nella tenuta dello Zucco, situata a poca distanza. In virtù di una convenzione stipulata tra il Comune di Terrasini e la Regione Siciliana, in data 3 aprile 2001, il Comune di Terrasini concedeva in comodato d'uso gratuito, all'amministrazione regionale la quasi totalità dei locali  di Palazzo d'Aumale, per realizzarvi un Museo al fine di esporre e custodire le collezioni naturalistiche, etnoantropologiche, archeologiche, documentarie e bibliografiche di proprietà dell'amministrazione regionale, nonché tutti i reperti di proprietà del Comune di Terrasini e costituenti le raccolte dell'allora Museo Civico.

## Collezioni
Il Museo possiede una cospicua collezione naturalistica costituita da oltre 500.000 oggetti di varia natura e tipologia (paleontologia,  malacologia, entomologia, ornitologia, mineralogia, geologia) che così lo inserisce, fra i più grandi musei naturalistici d'Italia. La collezione etnoantropologica comprende carretti siciliani, modellini di barche e altri oggetti della cultura materiale contadina acquisite da tempo al Demanio Regionale. Una piccola sezione archeologica comprende da reperti marini e terrestri rinvenuti durante le campagne di scavo sul territorio. Si tratta di un Museo articolato in tre sezioni tecniche: Naturalistica, Etnoantropologica e Archeologica.

## Storia del Palazzo
Nel 1832 nello studio del Notaro Giuseppe Cataldo di Terrasini si stipulò un atto con il quale i pescatori del luogo concedevano in uso al principe di Partanna il terreno per la costruzione dell'immobile. Tre anni dopo il principe costruì l'edificio, denominato 'malasenu Partanna', con le caratteristiche tipiche delle strutture agricole-commerciali del periodo borbonico e sullo stile della Reale cantina borbonica di Partinico, con l'intento di farne magazzini per la conservazione di prodotti agricoli. Nel 1860 Enrico d'Orléans duca d'Aumale, acquistò il palazzo e fece edificare un piano abitabile prospiciente alla spiaggia "Praiola" di Terrasini. La struttura, sulla linea di costa, divenne da supporto alla tenuta dello Zucco dove si trovavano le coltivazioni, al fine di permettere un più agevole trasferimento delle derrate per via marittima. Il palazzo era utilizzato dal duca d'Aumale principalmente come magazzino di stoccaggio del vino e vi soggiornava durante il periodo di carico dei velieri che da Terrasini salpavano verso il nord Italia, la Francia ma anche verso il resto dell'Europa. Il commercio fu fiorente il pregiato vino prodotto in loco, denominato "Zucco" come l'omonima fattoria e sede dell'azienda, era molto apprezzato, la produzione annuale di vino si attestava sull'ordine degli 8.000 ettolitri l'anno. Non è certo se all'interno di palazzo d'Aumale esistesse un tunnel sotterraneo dove il vino veniva versato e per caduta raggiungeva e riempiva le stive dei velieri, opportunamente ancorati per il carico, nello spazio di mare antistante l'edificio. Tale collegamento, di cui ad oggi non è stata trovata traccia, è rappresentato in una sezione orizzontale redatta dall'Ingegnere Giuseppe Adamo il quale, oltre a riqualificare la fattoria dello Zucco, si occupò nell'anno 1868 anche del progetto di ristrutturazione dell'immobile di Terrasini.

## Palazzo d'Aumale, da struttura produttiva a sede del museo
Dopo la morte di Enrico d'Orléans duca d'Aumale, avvenuta nel 1897, l'edificio andò incontro ad un lento declino fino al raggiungimento di un completo stato di abbandono. Sul finire del 1953 l'immobile fu individuato da due rappresentanti della "Panaria Film", all'epoca con una sede in Palermo via Bandiera n. 11, al fine di realizzarvi un centro per la produzione cinematografica in quanto, secondo il loro parere, l'edificio si prestava per la realizzazione di una "Cinecittà" tutta siciliana. I produttori cinematografici furono incantati dalla suggestione del sito che si affaccia sul mare, ritenevano che la vista della scogliera e l'ampio spazio esterno si prestassero in maniera eccellente per le riprese all'aperto. Anche l'ampia corte interna il cosiddetto baglio, ed i locali al piano terreno che in passato avevano ospitato le grandi botti, erano considerati molto interessanti prestandosi alla realizzazione dei set per le riprese sia interne che esterne. Ivi dovevano essere allocati anche gli ambienti per le molteplici attività strettamente connesse alla realizzazione di un film, quali: laboratori di sviluppo e stampa, studi di registrazione delle voci e delle musiche, camerini per gli attori, laboratori per il montaggio, magazzini per arredi scenografici ma anche per attrezzi e costumi. Al primo piano, nella palazzina centrale, erano previsti gli uffici amministrativi e di direzione. Secondo i rappresentanti della casa cinematografica, in tal modo l'edificio avrebbe avuto il rilancio economico che meritava e l'indotto che ne sarebbe scaturito avrebbe fatto della Sicilia la Hollywood d'Italia. Nel 1954 fu prontamente realizzato un progetto di ristrutturazione e riqualificazione redatto dall'architetto Marcello Zanca e si attese che la Regione Siciliana varasse una Legge che agevolasse la produzione cinematografica in Sicilia. L'anno successivo fu presentato il disegno di Legge n.33 del 6 settembre 1955, corredato da una relazione molto dettagliata e in quegli anni anche la stampa locale si interessò del progetto. Il tema rimase in auge fino alla seconda metà del 1956, però il disegno di Legge non fu mai approvato, nel frattempo la Technicolor costruì uno stabilimento cinematografico in Roma e il progetto non si realizzò.
L'edificio architettonico continuò a trovarsi in condizioni di completo abbandono fino a giungere negli anni '70 in uno stato altamente rovinoso. Il degrado era visibile anche dall'esterno, la maggioranza dei solai, compresi quelli di copertura erano crollati a causa delle infiltrazioni di acqua piovana. I muri ed anche i pilastri presentavano delle lesioni. Parti delle mensole che sorreggono il balcone, parti del cornicione e della soprastante merlatura erano mancanti, in quanto si erano staccati precipitando sul suolo. Nell'anno 1978 la società di interventi immobiliari e di finanziamenti denominata "Cala Rossa S.p.A." di cui Vittorio Emanuele Orlando ne era l'amministratore unico, incaricava l'Ingegnere Ruggero Sparacino di redigere un progetto di recupero e di conversione del complesso architettonico, l'idea era quella di trasformarlo in un edificio da adibire in struttura alberghiera. L'impianto doveva essere costituito da 24 stanze doppie, 16 stante singole, piscina riscaldata ubicata al centro della corte, piscina per bambini con annessi spogliatoi e docce. Ma anche questo progetto non si realizzò, a causa del mancato accordo sulla compravendita tra la società "Palazzo d'Aumale S.p.A", che allora era proprietaria del complesso immobiliare, e la società di Vittorio Orlando.
All’inizio degli anni ‘80 Vittorio Orlando contattò l’allora dirigente generale dell’Assessorato Regionale dei Beni Culturali e Ambientali di Palermo. In quegli anni Orlando era Sindaco di Terrasini e nel 1981, con delibera del Consiglio Comunale, fu istituito il Museo Civico di Storia Naturale di Terrasini. Al momento dell’istituzione il museo era costituito da poche collezioni, acquisite a mezzo di donazioni principalmente dello stesso Orlando. Successivamente questi propose l’acquisizione al demanio regionale di alcune importanti collezioni naturalistiche e la loro successiva destinazione al nuovo Museo di Terrasini, ciò si poté realizzare grazie alla copertura finanziaria disponibile nel bilancio dell’Assessorato Regionale dei Beni Culturali. Così pian piano il Museo Civico crebbe e divenne un grande museo, tra le altre, poté ospitare anche le collezioni della famiglia Orlando.
Successivamente, con Legge Regionale n. 17 del 1991, fu istituito il Museo Regionale di Terrasini presso Palazzo d’Aumale, che lo stesso Sindaco Orlando aveva fatto acquisire e ristrutturare a tale scopo. Nel 2001 Palazzo d’Aumale fu consegnato nella sua nuova veste al Comune di Terrasini e nel 2002 le collezioni furono trasferite nella nuova sede.